# Ferdinand (måne)
Ferdinand är en yttre retrograd irreguljär måne till Uranus. Den upptäcktes av den 13 augusti 2001, och fick den tillfälliga beteckningen S/2001 U 2. Den är också betecknad Uranus XXIV.
Den är uppkallad efter sonen till kungen av Neapel i William Shakespeares pjäs Stormen.

## Bana

Retrograda irreguljära månar till Uranus.

Ferdinand är den yttersta kända månen till Uranus. Av detta följer en retrograd, måttligt lutande men mycket excentrisk bana. Diagrammet illustrerar banparametrarna av  retrograda irreguljära månar till Uranus (i polära koordinater) där banexcentriciteten representeras av segment som sträcker sig från pericentrum till apocentrum.